# Ammodramus
Ammodramus là một chi chim trong họ Emberizidae.

## Các loài
- Ammodramus aurifrons (Spix, 1825)
- Ammodramus bairdii (Audubon, 1844)
- Ammodramus caudacutus (J.F. Gmelin, 1788)
- Ammodramus henslowii (Audubon, 1829)
- Ammodramus humeralis (Bosc, 1792)
- Ammodramus leconteii (Audubon, 1844)
- Ammodramus maritimus (Wilson, 1811)
- Ammodramus nelsoni Allen, 1875
- Ammodramus savannarum (J.F. Gmelin, 1789)

## Hình ảnh

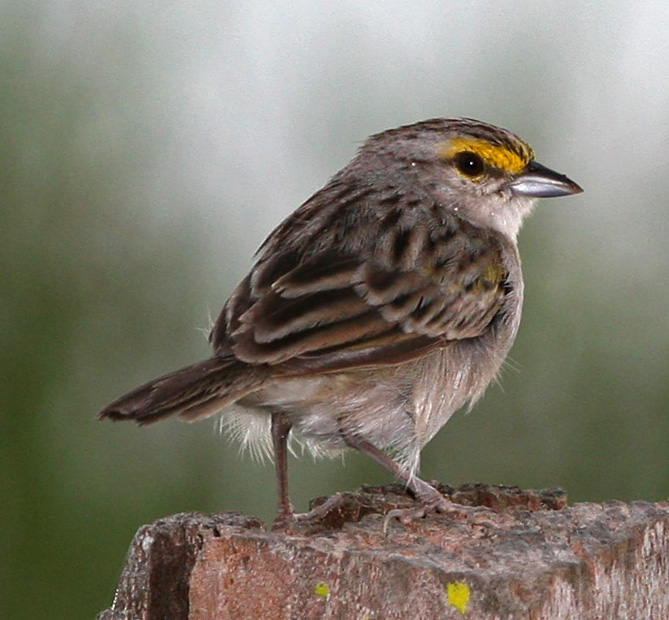
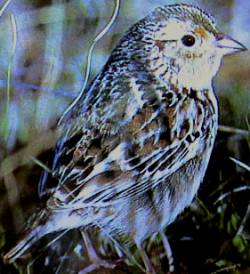
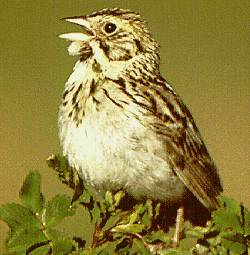
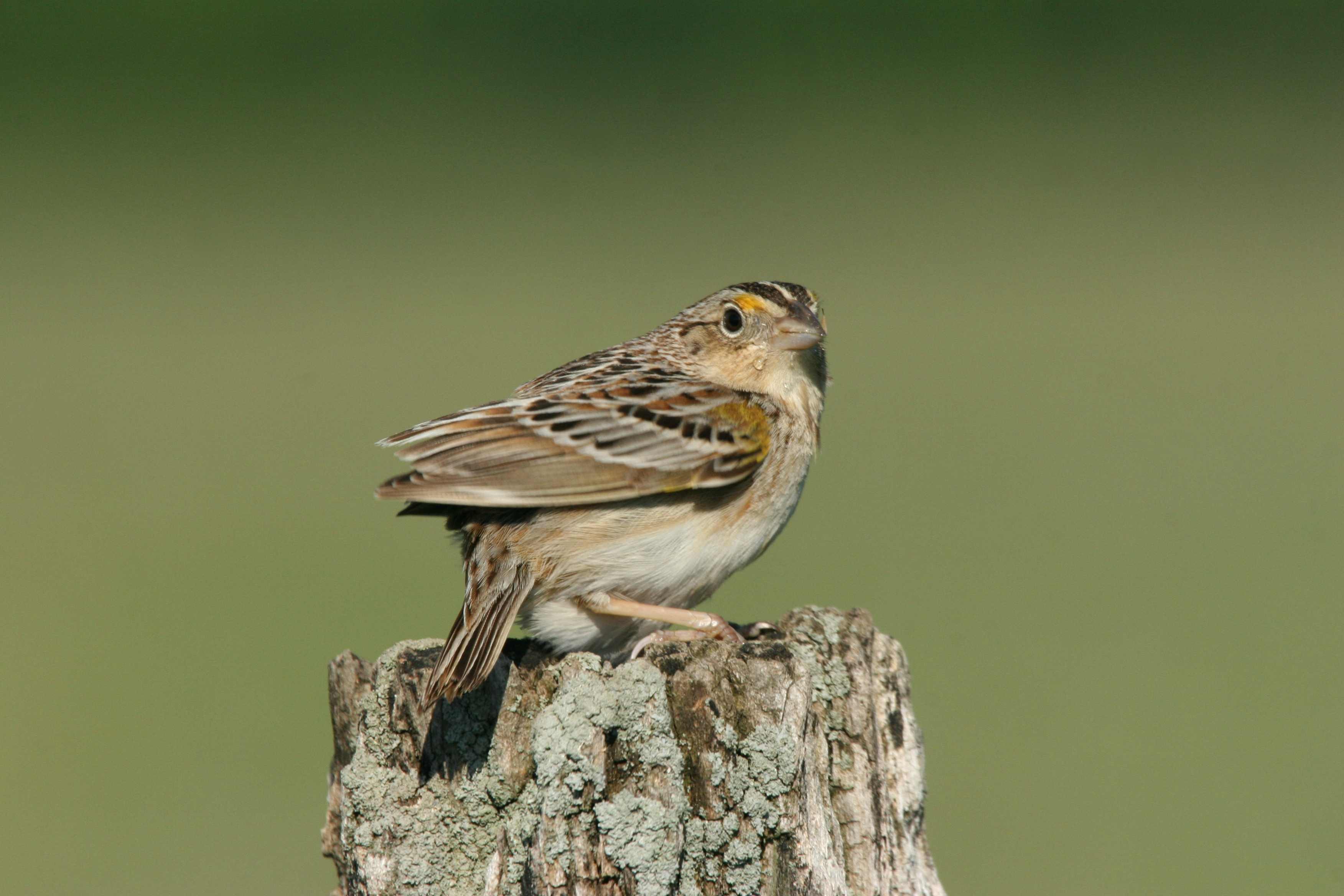
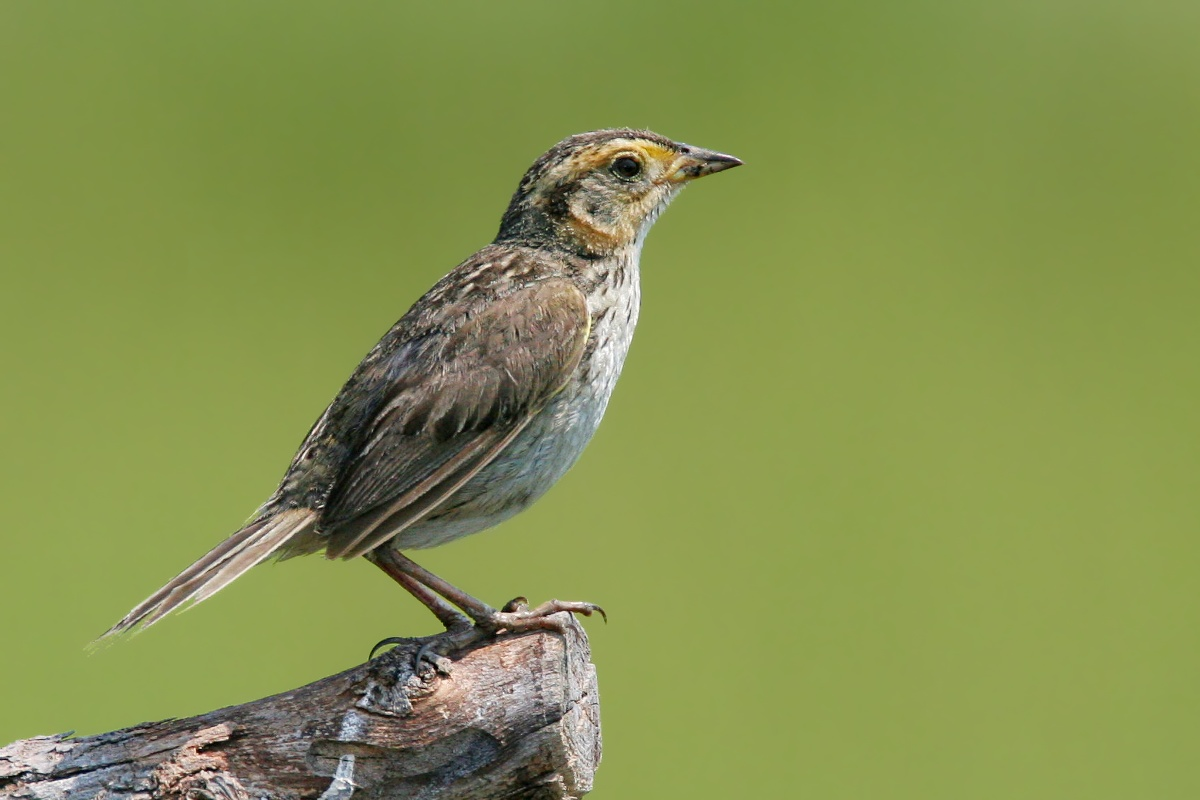